# Gymnase Jean-Sturm
Le Gymnase Jean-Sturm un établissement d’enseignement privé sous contrat d’association avec l’État situé dans le centre-ville de Strasbourg (Bas-Rhin, Grand Est). Il propose un enseignement de la 4e à la terminale.
Il est l'héritier de la Haute École de Strasbourg, école protestante humaniste fondée en 1538 par le Magistrat de la ville impériale libre de Strasbourg, sur l’initiative de Jean Sturm auquel l’institution doit son nom, ainsi que le berceau de l’université de Strasbourg. Durant ses presque cinq siècles d’existence, le Gymnase a évolué, au gré des changements des aspirations intellectuelles de la ville et de l’ambiance politique et culturelle alsacienne et européenne.
Il est aujourd'hui l'un des sites du pôle éducatif protestant de Strasbourg.

## Historique

### Origines
Le souci de l’éducation était une préoccupation majeure des intellectuels strasbourgeois bien avant la venue de Jean Sturm. Dès 1485, Jean Geiler de Kaysersberg propose de mieux former les prêtres. Cependant c’est au sein du groupe humaniste de la Sodalitas Literaria Argentinensis qu’on considère pour la première fois la nécessité d’un véritable institut d’enseignement strasbourgeois. Ces savants sont convaincus qu'une ville ne tient plus uniquement sa renommée de la qualité de ses marchandises manufacturées mais qu'elle doit également favoriser les œuvres de l’esprit. En 1501, Jacques Wimpfeling propose déjà la fondation d’un gymnase, non seulement éduquer les clercs, mais aussi les jeunes bourgeois destinés à former l’autorité séculière. Ni Geiler, ni Wimpfeling ne trouvent malheureusement d’audience auprès des autorités. Toutefois, ces anciens projets sont redécouverts dans les années 1520, à une époque où la ville adhère progressivement aux idées de la Réforme.
Le Magistrat, sous l’impulsion de Jacques Sturm, ouvre de nombreuses écoles, latines, et allemandes, et même une école française pour les réfugiés. En 1525, les prédicateurs strasbourgeois proposent une institution décisive, la commission des trois scholarques, constitués de trois membres du gouvernement. Cette commission met en place entre 1528 et 1536 plusieurs réformes destinées à réorganiser le système scolaire. Par exemple, un règlement des écoles élémentaires est rédigé et un corps de « visiteurs », chargés de vérifier son application, est institué.
En 1534, Martin Bucer et le réformateur de Constance Ambroise Blaurer fondent le collegium prædicatorum dans l'ancien couvent des Dominicains. Ce petit séminaire enseigne la théologie aux boursiers strasbourgeois, ainsi qu'à des jeunes gens venant de villes de plus en plus lointaines, comme Constance ou Berne. Devant un tel succès, Bucer demande de multiplier les cours existants afin de prodiguer les mêmes cours que dans une université, mais les scholarques refusent à cause du coût d'une telle entreprise. Toutefois, ils ouvrent un deuxième séminaire, le collegium pædagogium en 1535. Malgré cela, les programmes d'études des écoles latines restent modestes et celles-ci demeurent mal coordonnées. Les scholarques, aidés de Martin Bucer, de Caspar Hédion et de Jacques Bédrot établissent alors une expertise, au bout de laquelle ils proposent de fonder une école centrale pour toute la ville dans l'ancien couvent des Dominicains.

### L'âge d'or

#### La Haute École (1538-1566)

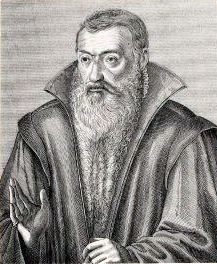
Le recteur Jean Sturm.

À la demande de Jacques Sturm, le professeur de rhétorique et de dialectique du Collège de France Jean Sturm arrive à Strasbourg le 14 janvier 1537 afin de faciliter la création de la future école. Celui-ci rédige un programme détaillé de l’organisation des cours et des classes (De literarum ludis recte aperiendis). Il est adopté avec enthousiasme en 1538 et l’école ouvre peu de temps après. Dès Pâques 1539, le nouveau Gymnase de neuf classes est inauguré sous le nom de Schola Argentoratensis. Jean Sturm est nommé recteur à vie par les scholarques de cette Haute École.
Le programme de l’école peut être résumé par cette phrase, issu du De literarum : « Propositum a nobis est, sapientem atque eloquentem pietatem finem esse studiorum » (« Nous avons souhaité faire de la piété, fondée sur le savoir et l’éloquence, le but des études »). Le recteur avait été fortement influencé par les idées humanistes érasmiennes et par la pensée des Frères de la vie commune, d’où son insistance sur les auteurs de l’Antiquité et sur l’éloquence. Lorsqu’il met en application son programme, il a deux buts : permettre aux élèves d’avoir une éloquence latine aussi parfaite que possible et développer un « modèle » performant et uniforme d’organisation scolaire basé sur un enseignement progressif, décliné en classes. Ainsi, se mettent en place la durée annuelle des cours, des examens de passage après chaque classe et un système des enseignants où chacun est assigné à une classe.

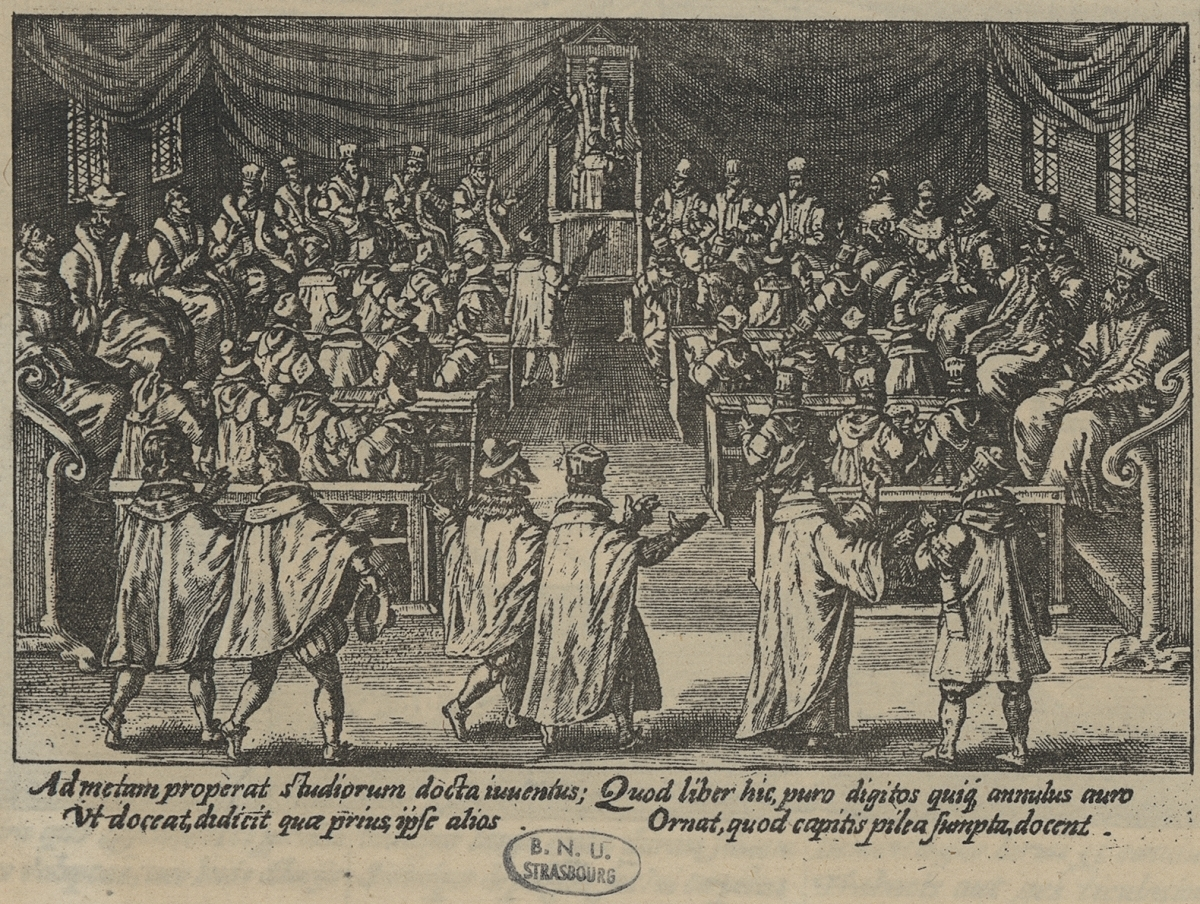
Scène d'enseignement à Strasbourg - coll. BNUS.

Jusqu’à l’âge de quatorze ans, les élèves suivent essentiellement des cours de grammaire, de style, de dialectique, de rhétorique et de vocabulaire. Les autres matières, plus spécialisées (lettres et sciences, théologie, médecine et droit), sont presque exclusivement enseignées au sein du cycle d’enseignement supérieur également présent à la Haute École. On y organise également des pièces de théâtre, pour que les élèves puissent travailler leur éloquence tout en ayant une récréation. Chaque classe est répartie en « décuries » de dix élèves, chacune dirigée par un « décurion », afin de maintenir la discipline. Chaque année, une cérémonie solennelle est organisée afin de célébrer la promotion des élèves admis dans la classe des publicii (étudiants). Toutefois, malgré cette formation équivalente à celle d’une faculté, le Gymnase ne peut délivrer de diplômes. Dans un premier temps, Sturm ne s’en soucie pas, cherchant avant tout à former des savants et non des docteurs.

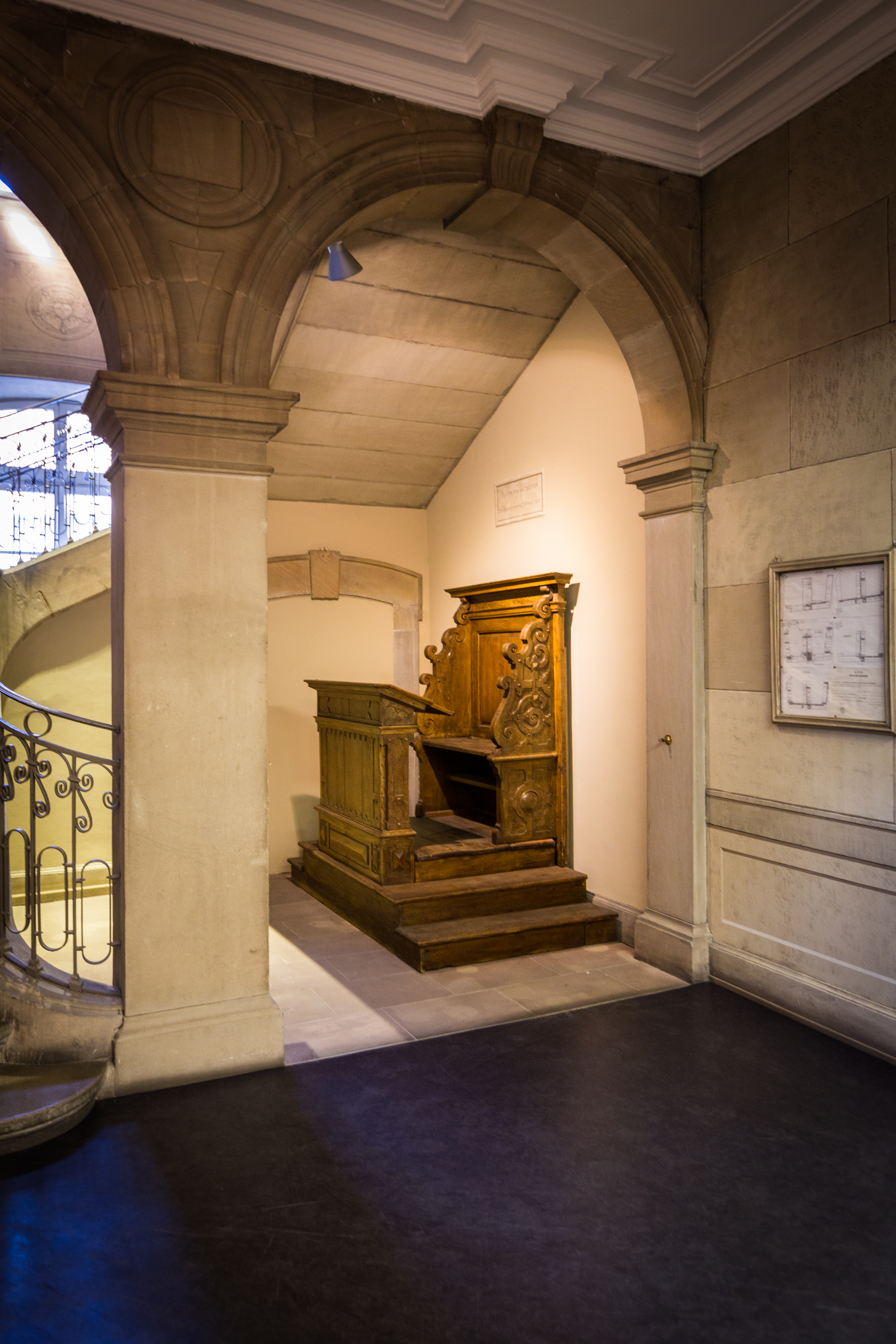
Chaire dite « de Calvin ».

La Haute École fait rapidement des émules. Son organisation, ses professeurs et son recteur attirent des élèves venus de l’Europe entière, dont plusieurs appartenaient à de grandes familles nobles. En 1546, malgré les épidémies de peste, le Gymnase compte déjà 623 élèves et une dixième classe est ouverte. Afin de permettre un accès facilité à l’enseignement, des bourses sont délivrées et le Collegium wilhelmitanum est fondé par le Magistrat sur l’initiative de Hédion pour loger les élèves pauvres. Le modèle pédagogique de Sturm rencontre un tel succès qu'il inspire de nombreux collèges européens. Par exemple, Jean Calvin, qui a enseigné au Gymnase pendant son séjour à Strasbourg (1538 à 1541), introduit les méthodes de Sturm à l'Académie de Genève. Malgré la promulgation de l’Intérim d'Augsbourg, le départ de Bucer et la mort de Jacques Sturm, l’école maintient sa renommée.

#### L'Académie (1566-1621)
Pour qu’il puisse dispenser des grades universitaires, il était nécessaire au Gymnase d’obtenir un privilège impérial ou papal. Pendant longtemps, le Magistrat s’oppose à la fondation d’une université, notamment pour des raisons financières, malgré l’insistance du recteur. Toutefois, l’attitude de la ville change en moins de deux mois en 1566. En effet, Jean Sturm, Jean Marbach et le professeur Melchior Speccer proposent le 6 mai de demander le privilège universitaire en échange d’une aide substantielle de la ville contre les Turcs. Toutefois, ce privilège ne serait pas destiné à transformer l’école en université complète, mais seulement en une semi-universitas pouvant attribuer le baccalauréat et la maîtrise, mais non le doctorat. La ville accepte et l’affaire rencontre peu d’opposition à Augsbourg, où réside l’empereur. Le 1er juin, Maximilien II signe l’acte d’élévation. La Haute École devient Académie.
Ce changement de statut ne change guère l'enseignement classique, le Gymnase et l'Académie étant toujours dirigés par Jean Sturm. Toutefois, la situation change lorsque des querelles théologiques agitent le quotidien du Gymnase à partir des années 1570, tout d'abord entre Sturm et Marbach, puis entre Sturm et Pappus. Cette crise aboutit à l'éviction du vieux recteur en 1581, qui est remplacé par Melchior Junius. La tradition humaniste de l'école s'estompe alors, au profit d'un enseignement conforme à l'orthodoxie luthérienne. Toutefois, le succès de l'école n'en pâtit pas, contrairement à la qualité des cours qui, s'ils étaient trop exigeants sous Sturm, deviennent de plus en plus mécaniques à partir de Pappus, s'orientant vers une connaissance purement grammairienne et théorique de la langue latine.

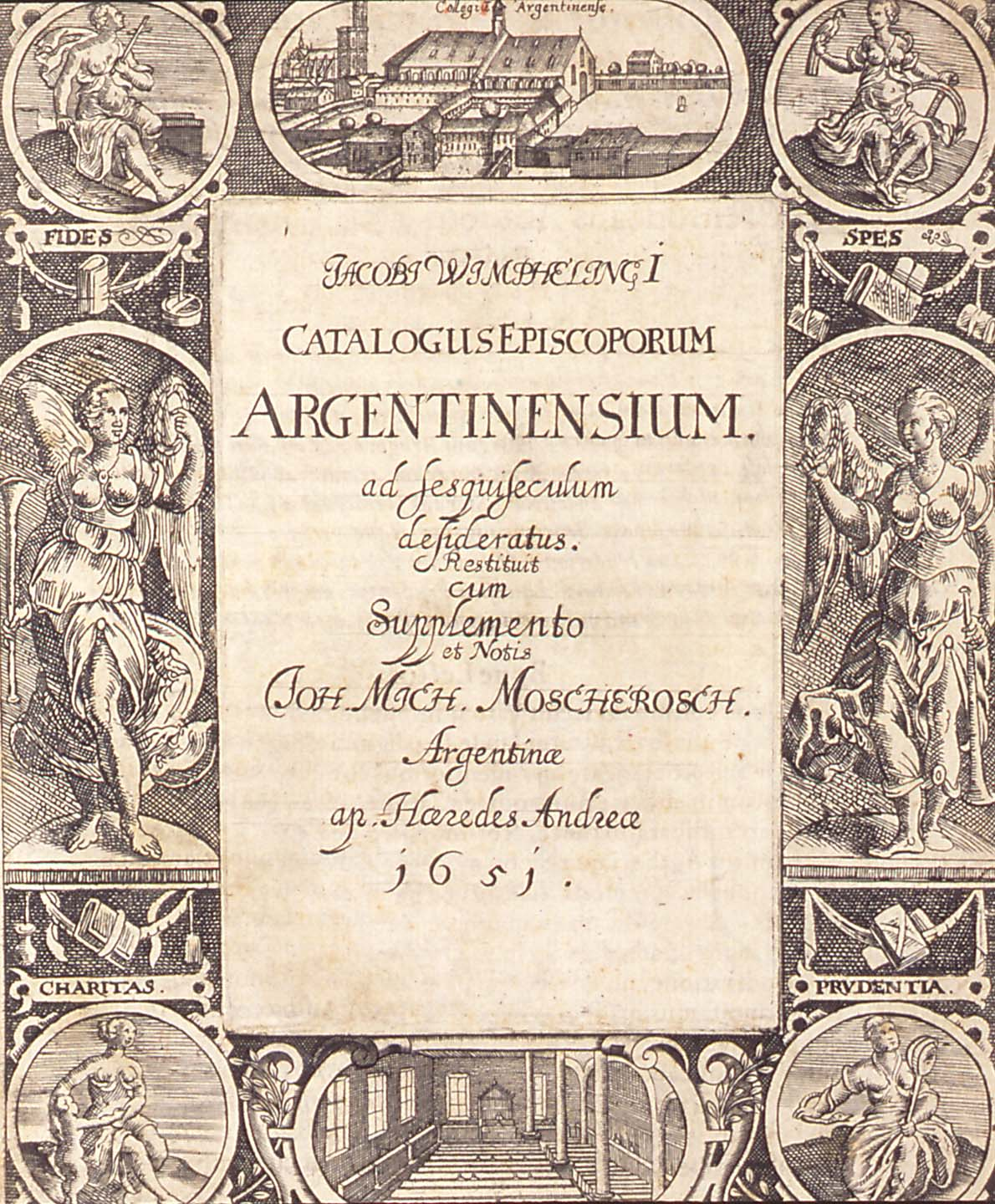
Page de titre de l’œuvre de Jacob Wimpheling, Catalogus Episcoporum Argentinensium 1651, avec la plus ancienne vue connue de l'Université qui était dans le couvent des Dominicains. On voit également une salle de cours.

Le privilège impérial de 1566 et le statut d’Académie n’avaient cependant pas entraîné tous les avantages espérés. Malgré la renommée de l'école et de ses professeurs, les étudiants restaient souvent mésestimés, puisqu’ils devaient avoir assez d’argent pour pouvoir aller étudier à Bâle ou à Tübingen s’ils voulaient obtenir un doctorat. C’est pourquoi la ville cherche dès 1594  à obtenir un privilège « complet ». Toutefois, ni Rodolphe II, ni Mathias Ier, ne l’octroyèrent, par volonté de limiter le nombre d’universités protestantes. Ce n’est qu’en 1621 que Strasbourg réussit à obtenir de Ferdinand II un privilège universitaire complet, contre son retrait de l’Union évangélique au début de la guerre de Trente Ans.

### Le collège de l’Université (1621-1789)
Jusqu’en 1621, le Gymnase et l’Académie formaient une seule entité, dirigée par le recteur. Cependant, à la création de l’Université, le corps enseignant se sépare : il y a désormais les professeurs de l’Université (professores publici) répartis dans les quatre facultés et les précepteurs du Gymnase (præceptores classici), dirigés par un gymnasiarque. De même, les classes sont divisées : les sept premières constituent l'enseignement au Gymnase et les trois autres l'enseignement supérieur. Cette séparation entraîne un abaissement du niveau d’enseignement donné au Gymnase, bien qu’il continue de cohabiter avec l’Université au sein de l’ancien couvent. Il est rétrogradé au rang d’une simple école préparatoire à l’enseignement supérieur et les précepteurs sont rabaissés à un rang inférieur dans la hiérarchie sociale, se maintenant avec peine au niveau des pasteurs et des diacres. Très vite le nombre d’élèves, notamment étrangers, diminue. De 500 en 1621, ils passent à 410 en 1627. Par la suite, il ne reste que 300 élèves certaines années, ce qui suscite l'inquiétude des responsables sans qu'il y ait pour autant de volonté d'adaptation. Le programme d'études reste figé, toutes les matières sont enseignées en latin et Démosthène, Thucydide et Platon laissent place aux Pères de l'Église dans le corpus de textes étudiés. Le XVIIe siècle est ainsi une période de lente régression pour le gymnase, malgré des essais infructueux de réforme, comme en 1634.
Cependant, une réorganisation complète a lieu au XVIIIe siècle. Dès 1727, on ouvre une enquête parmi les précepteurs. Après le rapport du nouveau gymnasiarque, J. J. Schatz, le Magistrat assigne une nouvelle mission au Gymnase en 1738, celle de former aussi bien des futurs étudiants que les autres enfants, tous dialectophones. Ainsi, l’école s’adapte aux nécessités de la ville, où l’on n’apprenait jusque-là que les langues classiques et non l’allemand et le français littéraires. À partir de ce moment, le grec n’est plus obligatoire et l’allemand devient l’objet d’un enseignement. En 1751, le français est enfin intégré au cursus normal en tant que langue vivante (alors que Strasbourg appartient au royaume de France depuis 1681). Toutefois, peu de mesures exigées par Schatz sont en réalité appliquées : le corpus de textes étudiés reste étriqué et l'enseignement des sciences, de la géographie et de l'histoire demeure encore très négligé. La rhétorique quant à elle disparaît du programme scolaire.
À la fin du XVIIIe siècle, le Gymnase n’est plus une école latine, mais est un établissement qui s’est adapté à sa nouvelle situation culturelle. L’allemand supplante progressivement le latin et les enseignements nouveaux voient leur volume horaire s’accroître (en histoire, on passe d’une heure hebdomadaire en 1738 à 7 en 1778). En 1778, un projet prévoit l’enseignement de la « Realia », incluant géométrie appliquée et sciences naturelles. S’il n’obtient pas de place particulière, cet enseignement est tout de même présent dans les programmes et les manuels. Avec cette adaptation, le Gymnase a donc l’espoir de se maintenir. C’était sans compter les bouleversements qu’amène la Révolution française.

### Le Gymnase auxXIXeetXXesiècles

#### Le temps des épreuves
En tant qu’établissement protestant (mais ouvert à toutes les confessions), les élèves et les professeurs sont tout d’abord enthousiastes à l’idée d’une révolution qui permettrait d’améliorer leur statut au sein de la France catholique. Ce ralliement est particulièrement visible lors de la fête du 30 avril 1790, où le maire Frédéric de Dietrich, ancien élève du Gymnase, accueille une délégation du vieil établissement et encourage la jeunesse protestante à s’élever, toutes les charges publiques leur étant désormais accessibles. Cet enthousiasme permet de comprendre pourquoi les protestants de Strasbourg n’ont pas été concernés par la vente des biens nationaux, contrairement aux catholiques. Le Gymnasiarque Jérémie-Jacques Oberlin déclare encore en décembre 1790 :

« Notre école s’associe de cœur à la grande fête que célèbre aujourd’hui la France tout entière. Une instruction solide répand les lumières et les lumières seules donnent quelque durée aux constitutions libérales. La Déclaration des Droits de l’homme et du citoyen se trouve entre les mains de nos élèves de toutes les classes : nous tâchons de l’inculquer à leur mémoire afin qu’elle se grave aussi dans leur esprit et dans leur cœur. »

Néanmoins, l’alliance avec le parti modéré du maire Dietrich faillit être fatal au Gymnase lors de l’avènement de la Terreur. Le Gymnase est rapidement accusé de « germanisme et d'obscurantisme ». Malgré des tentatives de transformations bien réelles avec la modernisation des enseignements, les représentants venus de Paris (Tétérel et Monet) continuent à percevoir le Gymnase comme un « refuge du fanatisme ». Monet met les biens de la Haute École sous séquestre le 29 mai 1793. La plupart des professeurs sont emprisonnés et les salles de classe sont réquisitionnées. Le directeur Oberlin est lui-même arrêté et déporté pendant dix mois à Metz. Malgré cela, le Gymnase survit et essaye tant bien que mal de s'intégrer au nouveau système scolaire qui se met en place en France. Cependant, la municipalité ne sait qu'en faire.
Finalement, c’est Napoléon Ier qui, pour se concilier les protestants, offre au Gymnase un statut clair. Après la signature des articles organiques de 1803, il cesse d’être financé par la ville et devient un établissement privé, « l'école secondaire ecclésiastique de la Confession d'Augsbourg » en 1808. Malgré cela, il continue à accueillir des élèves d’autres confessions (catholique et juive). Il est également assujetti à la nouvelle Académie.

#### Un foyer de savants et d'industriels

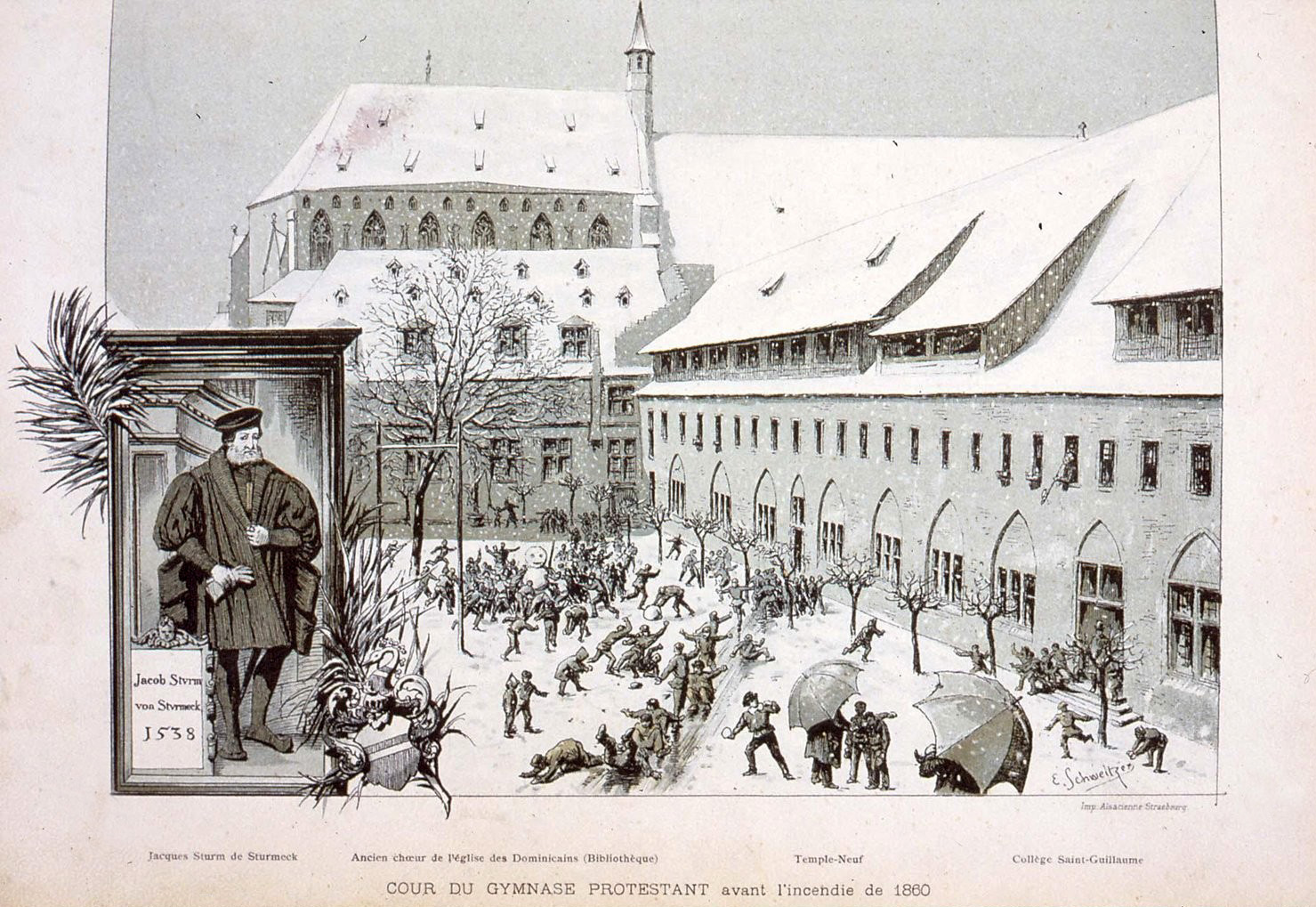
Cour du gymnase protestant avant l'incendie de 1860 (Émile Schweitzer, 1894).

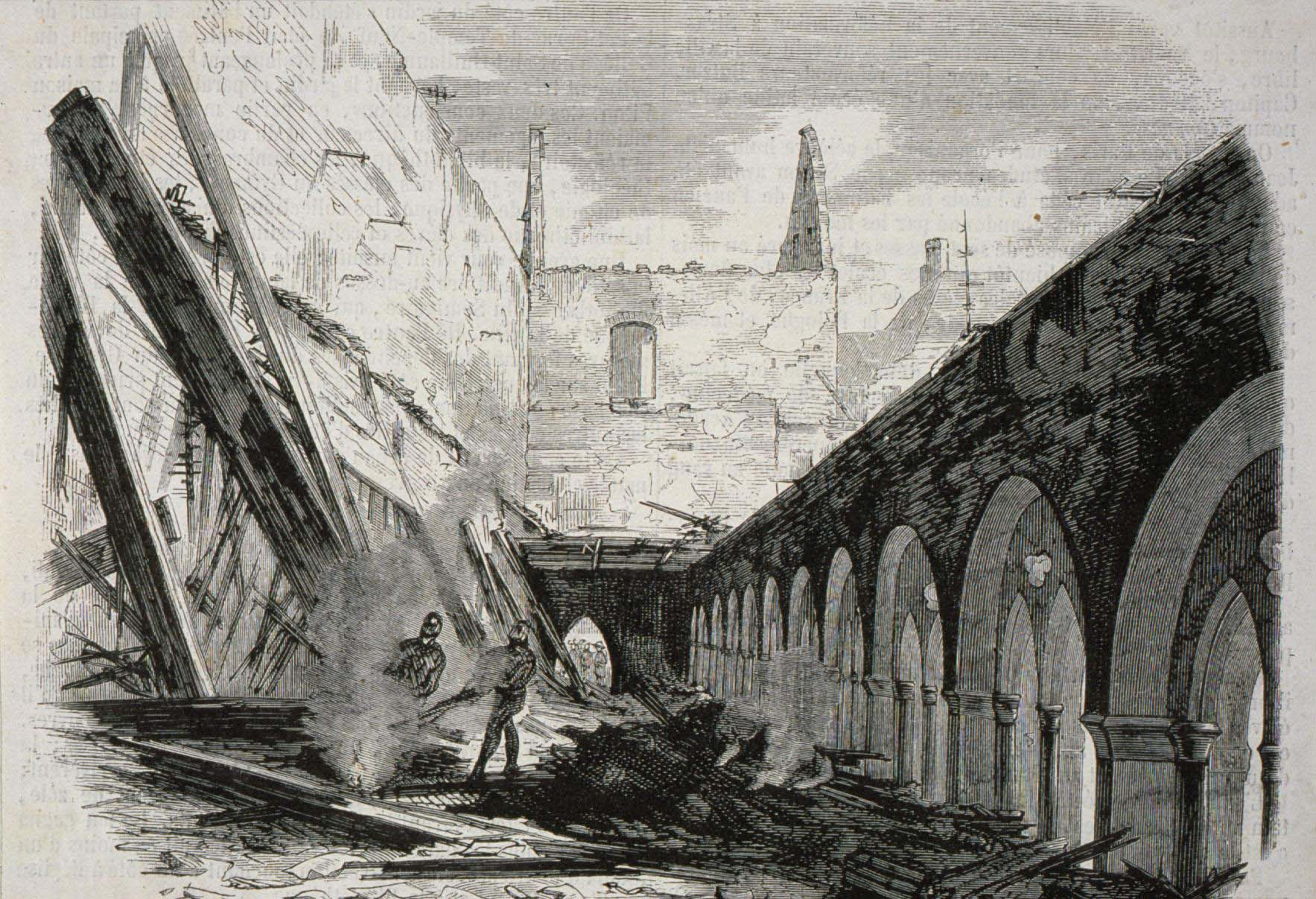
L'incendie du Gymnase protestant en 1860 - Coll. BNUS.

En 1829, la dénomination change : l'école devient le « Gymnase protestant ou collège mixte de Strasbourg », nom qui lui est attribué jusqu'à la Seconde Guerre mondiale. L’évolution pédagogique continue, jusqu’à ce qu’elle soit considérée comme une école d’avant-garde à la veille de la guerre franco-prussienne de 1870. Le quasi-monopole de l’enseignement destiné aux protestants, qu’elle possédait jusque-là, est fortement ébranlé par la création d’un lycée (le lycée Fustel-de-Coulanges) qui n’est plus exclusivement réservé aux catholiques. De plus, le nombre d’écoles s’accroît dans les campagnes. Le Gymnase doit donc se distinguer autrement.
En y entrant, les élèves apprennent tout d’abord le français et l’allemand, la plupart ignorant l'une et l'autre de ces deux langues. Puis venaient les leçons de choses et le calcul et bien plus tard le latin et le grec. Dans les classes supérieures, le mot d’ordre est plutôt de donner une autonomie intellectuelle satisfaisante aux élèves. La plus grande innovation du gymnase est la création de classes dites pratiques ou industrielles qui permettent aux élèves d’obtenir les connaissances nécessaires aux métiers de l’artisanat, du commerce ou de l’industrie. Ces sections rencontrent un grand succès. Une huitième classe, une nouvelle classe des débutants, est créée par Jacques Matter. Celui-ci impose progressivement le français comme langue d'enseignement et bannit le dialecte de l'école.
Le 30 juin 1860, un grand incendie ravage le Gymnase. Le directeur, Édouard Reuss, réussit in extremis à sauver les livres de la bibliothèque de l’école (le Temple Neuf ne subit aucun dégât). Le Gymnase est toutefois reconstruit et même agrandi, grâce aux souscriptions. Le bâtiment est inauguré les 9 et 10 août 1865. Un internat est également créé afin de faciliter la venue d’élèves non-strasbourgeois.
Bien que les élèves continuent en majorité à venir d’Alsace, le Gymnase s’est forgé une nouvelle réputation au XIXe siècle, si bien qu’en 1869, il accueille 600 élèves. Cependant, ce progrès est arrêté par la guerre et l’annexion au Reich allemand, l'école devant se plier aux règles plus rigoureuses imposées par l'administration allemande.

#### L’école au gré des guerres

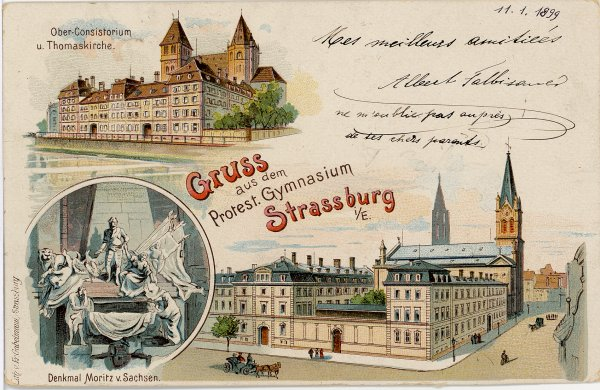
Carte postale du Gymnase protestant de 1899.

Les bombes incendiaires de 1870 détruisent le Temple Neuf et abîment les nouveaux bâtiments du Gymnase. Malgré les dégâts et l’annexion, la vie au Gymnase continue. Pendant les trois premières années, le directeur Schneegans et plusieurs de ses collègues arrivent à préserver l’autonomie pédagogique de l’école, intitulée désormais « Privatschule des St Thomaskapitels ». Toutefois, on adjoint au directeur un Conrector chargé théoriquement de l’aider dans sa tâche en 1873. En réalité, il doit germaniser le Gymnase. Celui-ci perd donc progressivement son originalité et son autonomie. On supprime les sections industrielles en 1879, puis l’internat en 1881. Par conséquent, il redevient une école réservée à l’élite citadine. Les professeurs alsaciens, dont certains ont émigré à Paris pour fonder l'École alsacienne, sont au fur et à mesure remplacés par d’autres, venus d’Allemagne du Nord. En 1914, le Gymnase est certes un établissement prospère, mais sans caractère spécifique. Seule sa taille, réduite et plus humaine, le différencie d’un lycée.
Pendant la Première Guerre mondiale, le nombre d'élèves diminue, à cause du départ de certaines familles immigrées allemandes et surtout parce que les élèves les plus âgés et certains professeurs sont mobilisés. Le Gymnase devient un hôpital militaire. En août 1916, on recense la mort de deux professeurs et de 60 anciens élèves, dont 14 avaient obtenu leur Abitur (le baccalauréat) en 1914.
Lorsque les classes reprirent en 1919, l'école fait face à de grandes difficultés. Non seulement une partie des professeurs et des élèves ne connaissent pas un mot de français, mais le nombre d'élèves est aussi en forte baisse, la plupart des parents, même protestants, préférant inscrire leurs enfants dans un établissement public de par leur tradition laïque. Le Chapitre de Saint-Thomas, qui continue à avoir la charge du Gymnase, en prend conscience et décide qu'il faut insister sur la qualité de l'enseignement afin de conserver la fidélité des familles alsaciennes. Aux enseignants recrutés sur place se joignent très vite des professeurs formés dans les universités françaises. Il exerce alors une activité d'école secondaire assimilée à un collège et à un lycée. La mixité avait été introduite en 1908, lorsque le Gymnase accueillit pour la première fois une fille dans le rang des élèves. Elle continue à subsister timidement après la guerre, bien que la séparation des sexes soit à nouveau rigoureuse dans les lycées jusqu'en 1924. Il n'y a que 33 filles parmi les 400 élèves.

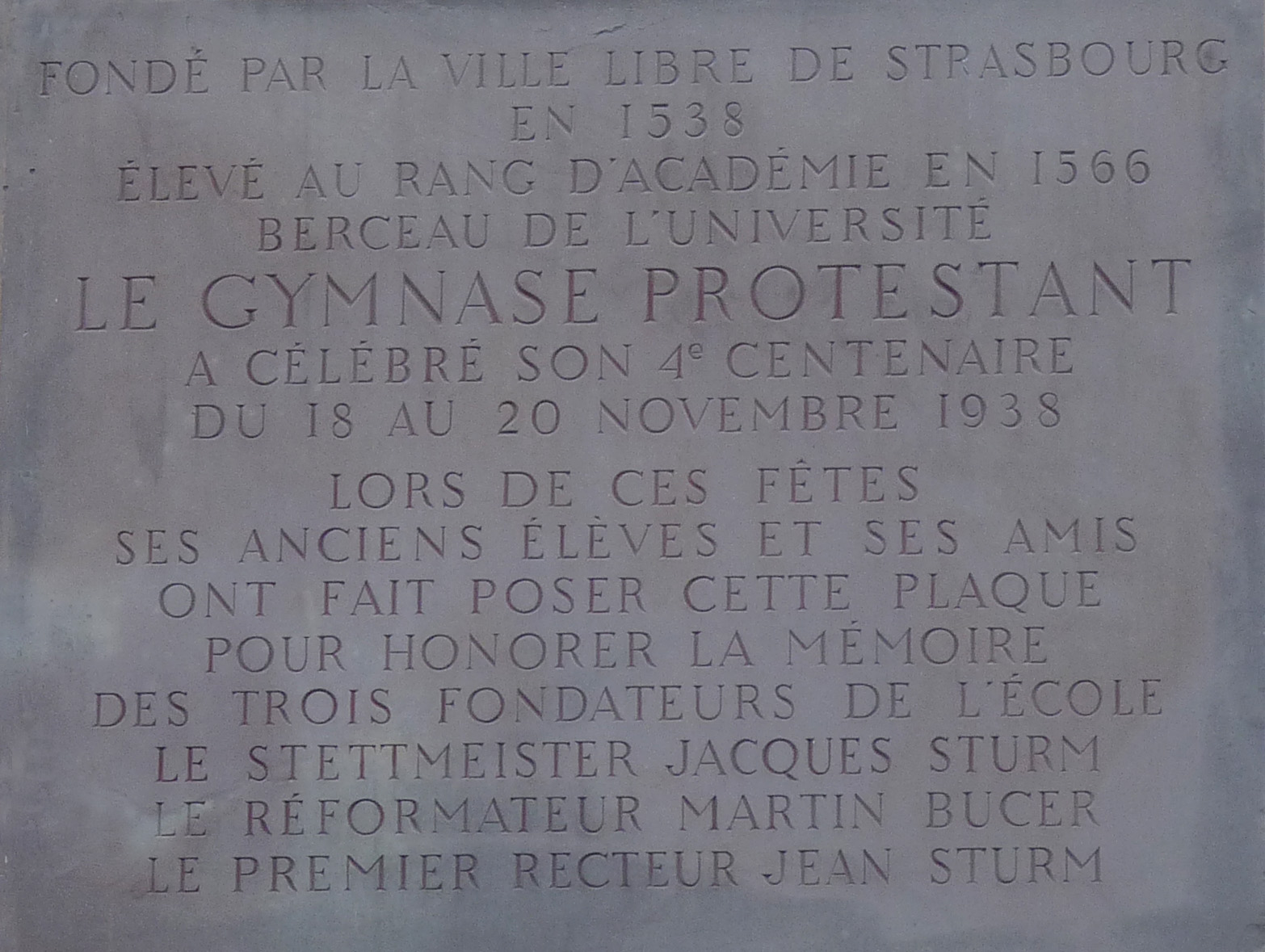
1938 Célébration du 4e centenaire du gymnase.

Le Gymnase est fermé en 1939 lors de l'évacuation de Strasbourg. Il passe en 1940 sous le contrôle de l'administration nazie et perd son caractère confessionnel (avec la suppression du statut scolaire qui remontait en grande partie à la loi Falloux). À la figure de Jean Sturm, les nouvelles autorités nazies préfèrent celle de Jacques Sturm, Strasbourgeois de la Renaissance qui avait à plusieurs reprises représenté la ville auprès de l'empereur Charles Quint, et le Gymnase devient le « Jacob-Sturm Gymnasium ». tandis que l'« appartenance à la race aryenne » est exigée de la totalité des enseignants et des élèves. Après la Libération, les cours reprennent au ralenti, la reprise véritable n'ayant lieu qu'à partir d'octobre 1945.

## Le Gymnase aujourd'hui
Depuis 1943, les liens entre le Gymnase et l'État se sont progressivement renforcés. En 1947, le Chapitre élabore déjà un projet visant la rétribution des instituteurs et des professeurs par l'Éducation nationale. Finalement, seule la nouvelle dénomination de l'école, faite dans le but de ne pas afficher la confession de l'établissement, est acceptée. Le Gymnase protestant devient le gymnase Jean-Sturm. Ce n'est que depuis 1974 qu'il fonctionne sous contrat d’association avec l’État.
Son financement est assuré par les revenus des Fondations Haute École et Corps des pensions, et les familles apportent leur contribution aux frais d’écolage, en fonction d’un barème qui prend en compte leurs ressources.
En 1979, des travaux d'extension de l'école sont entrepris. L'inauguration a lieu le 30 juin 1980. Le gymnase fusionne officiellement avec un autre établissement protestant strasbourgeois, le collège Lucie Berger, le 5 septembre 2005, constituant ainsi le « Pôle éducatif Jan-Amos-Comenius » qui accueille alors les classes de la maternelle jusqu’à la terminale, le Gymnase s'occupant des élèves de la quatrième à la terminale. Le Pôle Comenius, désormais appelé « Pôle Éducatif Protestant de Strasbourg » devient le plus grand établissement d'enseignement protestant français.
Actuellement, le Gymnase accueille plus de 1 150 élèves. Ce succès s'explique en partie par le caractère très sélectif des procédures d'admission. L'établissement maintient une tradition protestante, tout en accueillant en majorité des élèves d'autres confessions, depuis les années 1980.
Depuis 2008, le Gymnase Jean Sturm et le collège Rajkumar (en) à Rajkot ont mis en place un programme d’échange interculturel. En octobre 2011, ils assistent à l'inauguration de la statue de Gandhi, parc de l'Étoile.

### Classement du lycée
En 2018, le lycée se classe premier sur 37 au niveau départemental quant à la qualité d'enseignement, et septième au niveau national, dans le classement de l’Express de 2018, basé sur le taux de réussite au baccalauréat, la proportion d'élèves de première obtenant le baccalauréat en ayant fait les deux dernières années de leur scolarité dans l’établissement, et la « valeur ajoutée » (calculée par le ministère de l’Éducation nationale à partir de l'origine sociale des élèves, de leur âge et de leurs résultats au diplôme national du brevet).
Le gymnase Jean Sturm est classé en 2021 premier au niveau départemental, et huitième au rang national d'après le journal l'Internaute, d'après une méthode qui inclut moins d'établissements dans son classement que celui de l’Express , le classement prenant en compte le taux de réussite au baccalauréat et le taux de passage de la seconde à la terminale..
En 2022, le Gymnase se classe au quinzième rang au niveau national selon Le Figaro. Ce classement regroupe 1 501 lycées généraux et technologiques et a été réalisé à partir des statistiques de la Direction de l'évaluation, de la prospective et de la performance (Depp) de l’Éducation nationale.

## Galerie

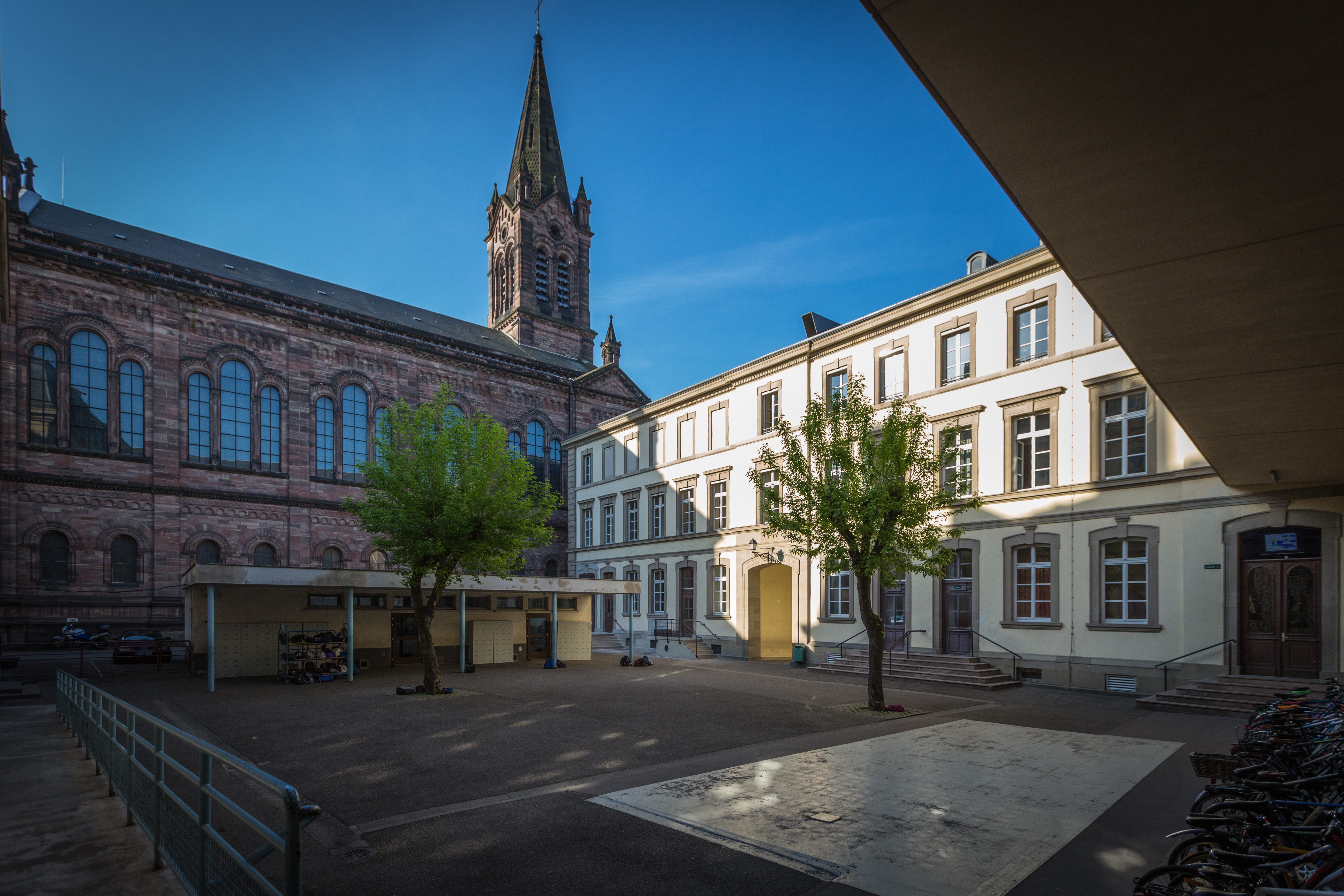
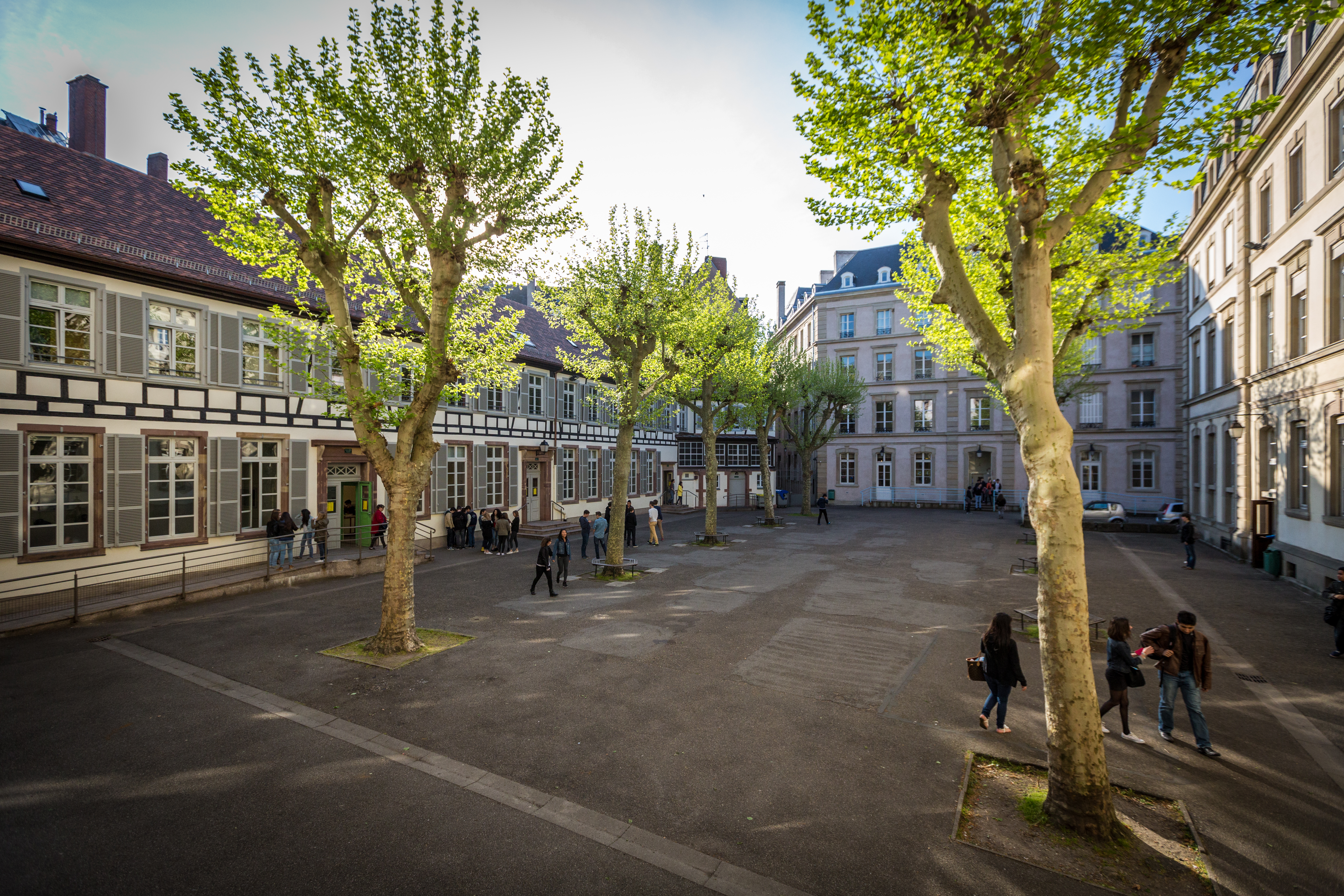

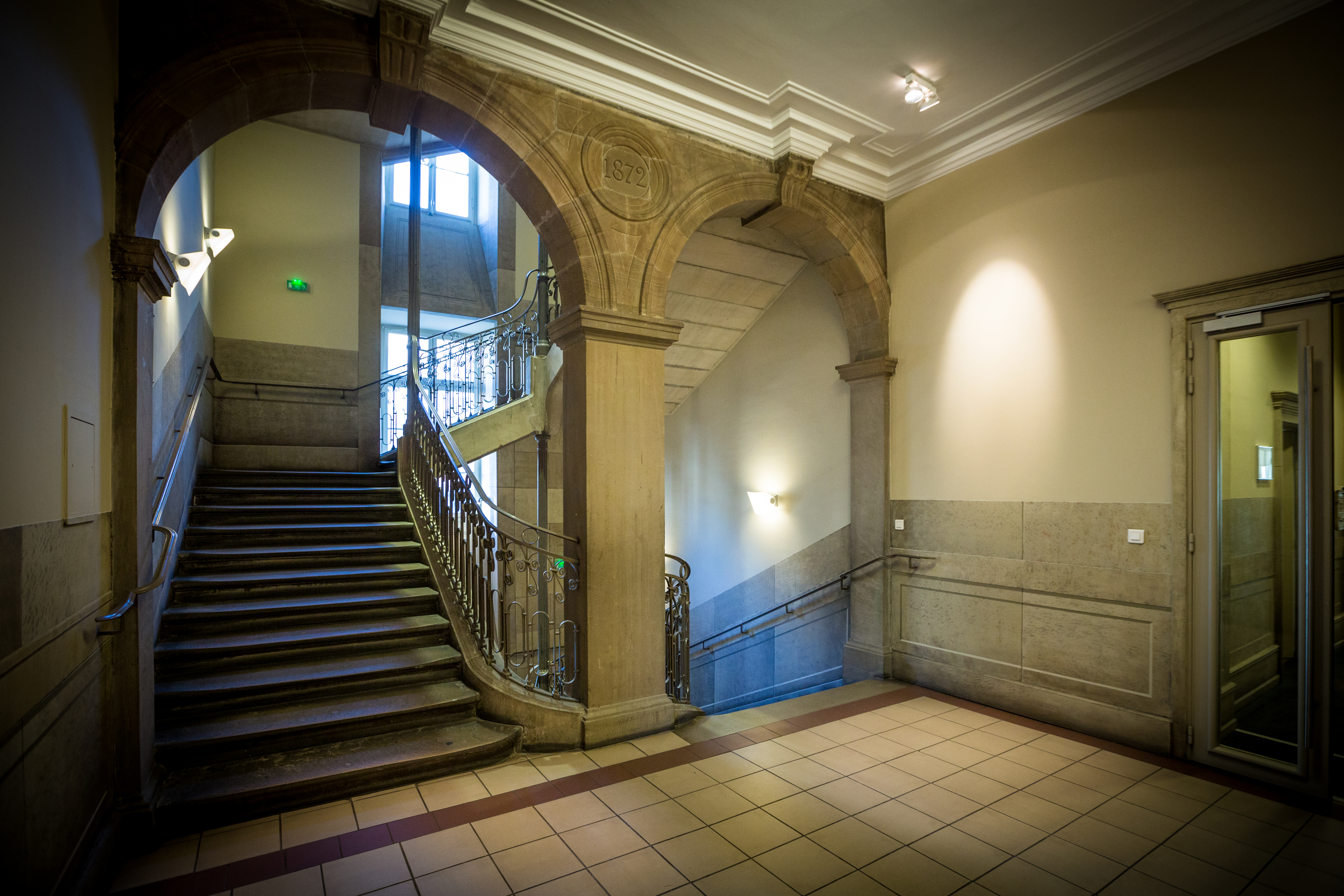
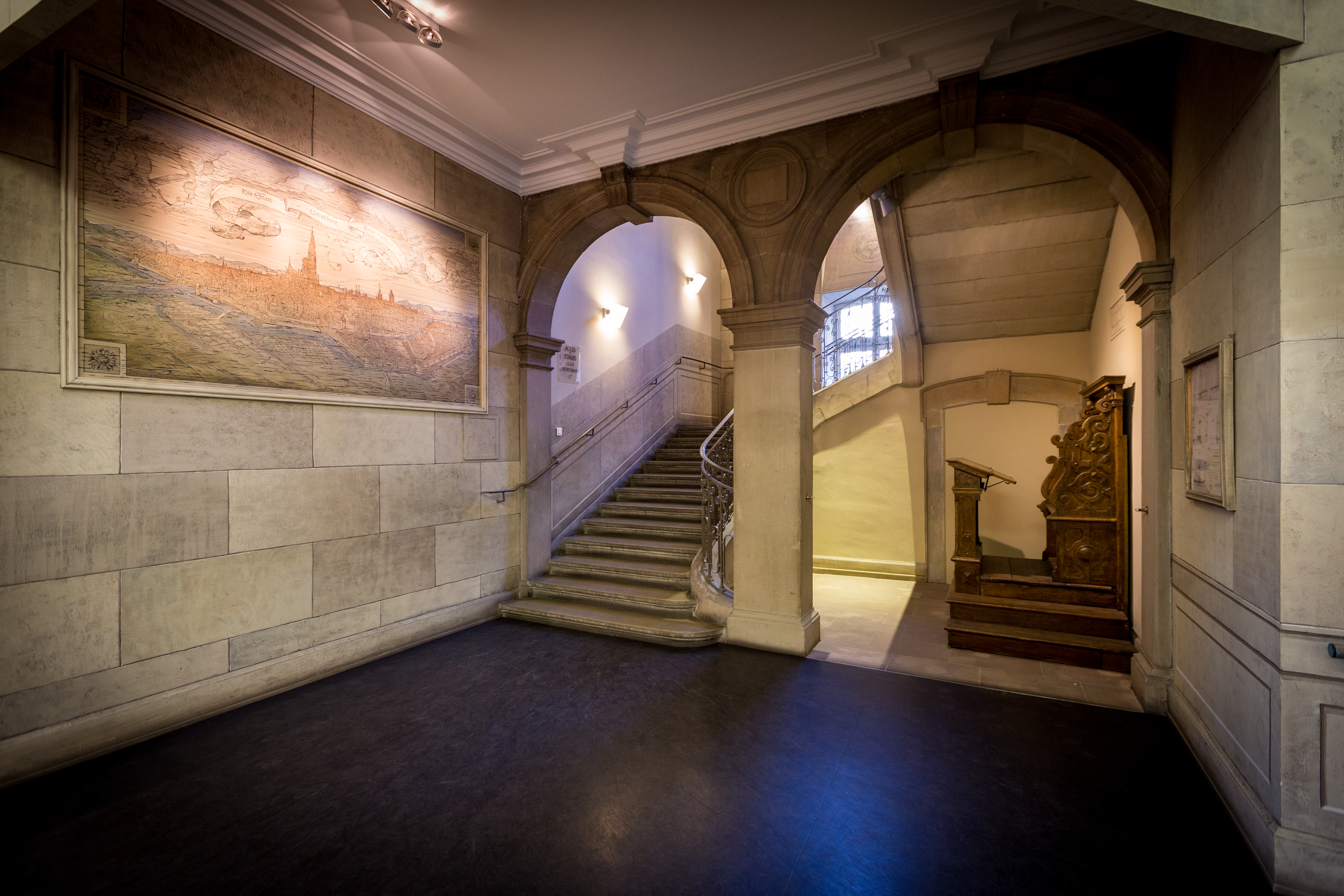
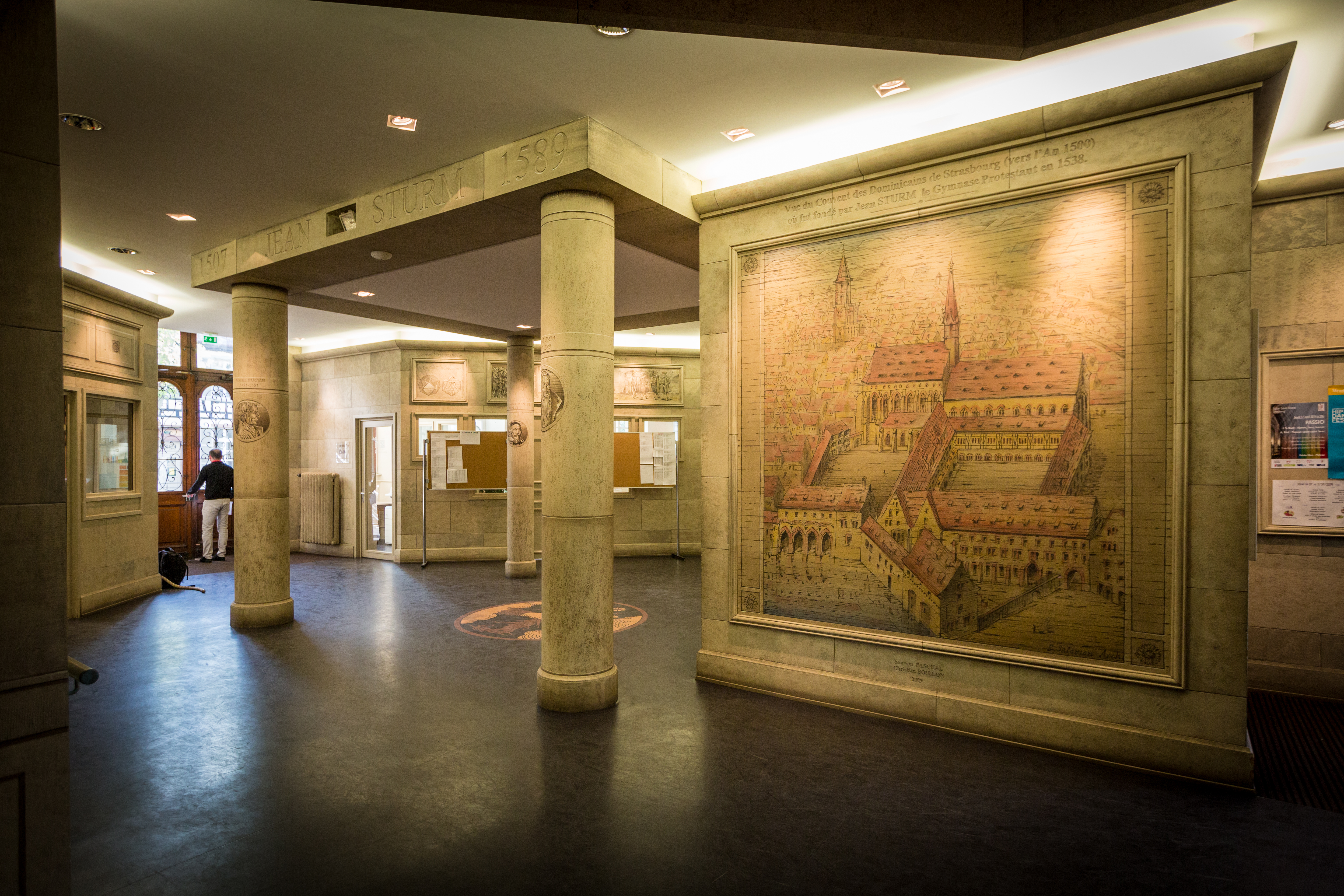
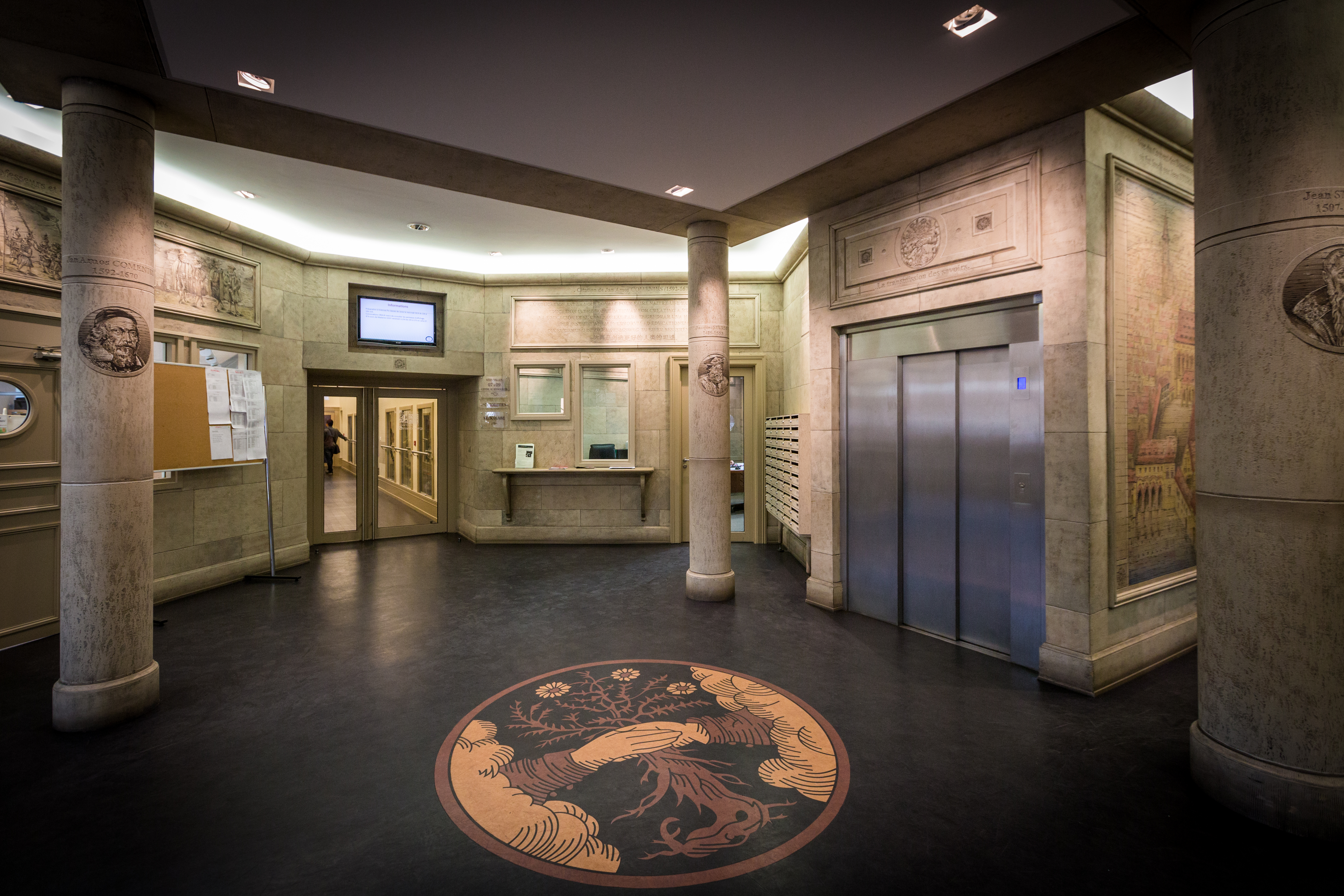

## Professeurs et directeurs célèbres

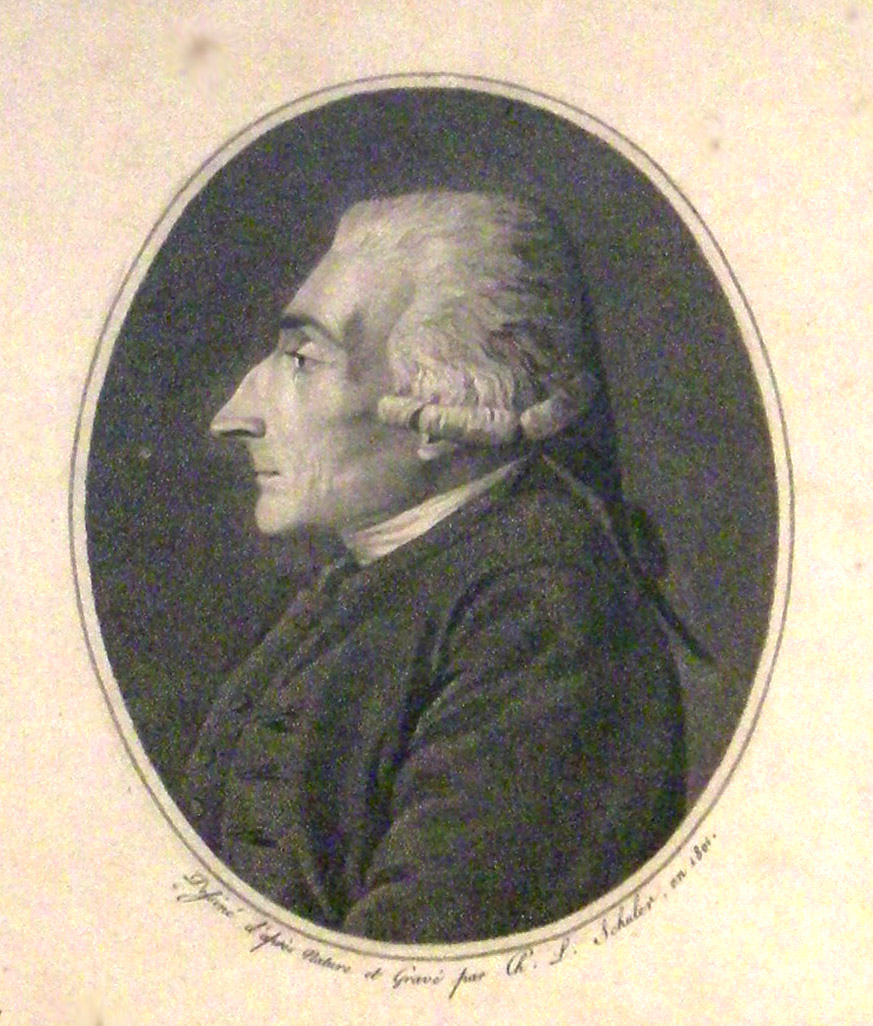
Jérémie-Jacques Oberlin.

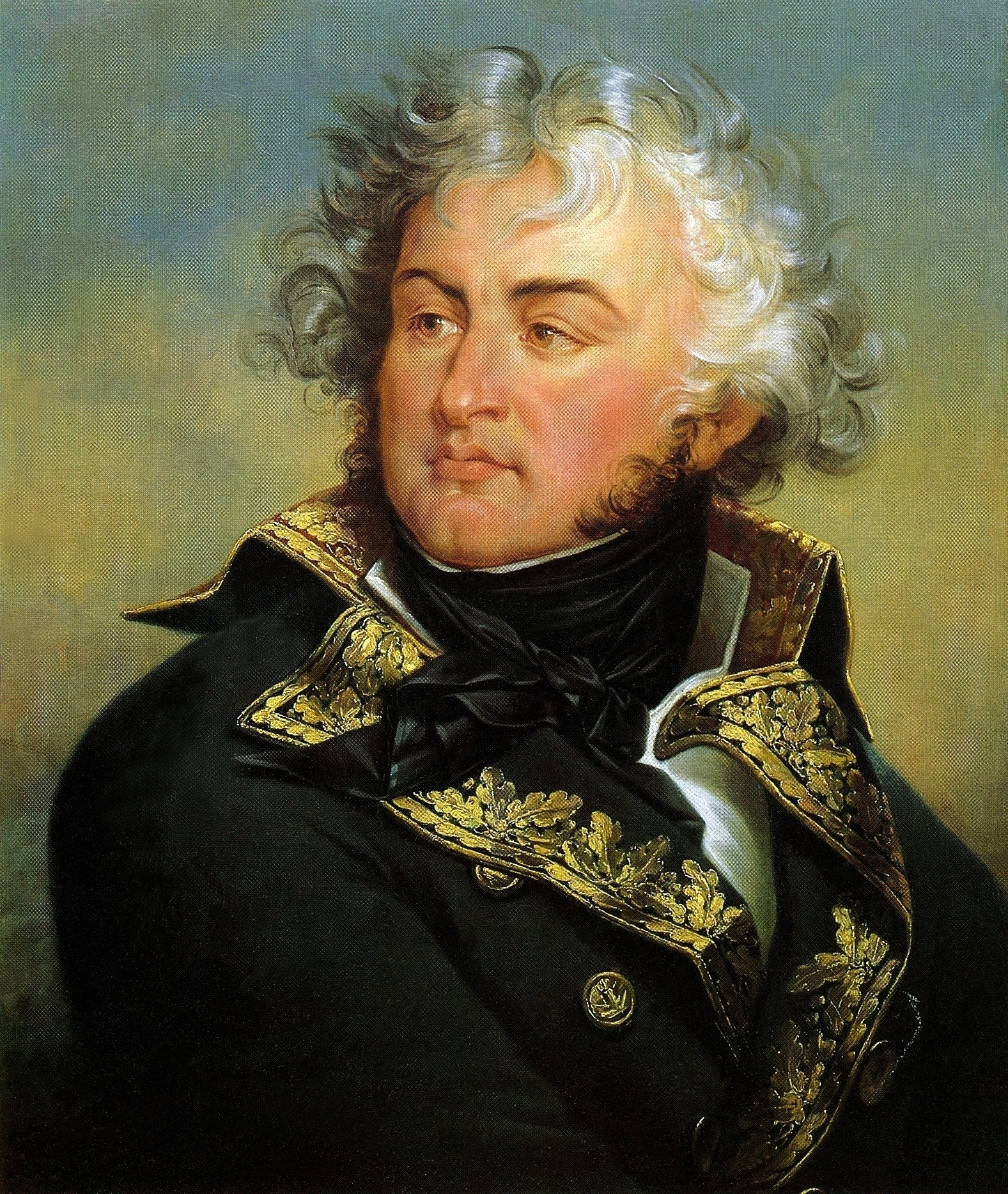
Jean-Baptiste Kléber.

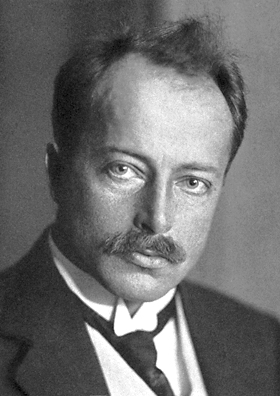
Max von Laue.

- Jean Laurent Blessig (1747-1816), pasteur et professeur de théologie
- Jean-Frédéric Bruch (1792-1874), théologien et directeur du Gymnase
- Martin Bucer (1491-1551), réformateur religieux et théologien
- Wolfgang Capiton (1478-1541), réformateur religieux et hébraïsant
- Jean-Georges Dahler (1760-1831), professeur et directeur
- Conrad Dasypodius (1530-1600), professeur de mathématiques et concepteur de la deuxième horloge astronomique de la cathédrale de Strasbourg
- Frédéric-Charles-Timothée Emmerich (1786-1820), professeur de langues anciennes
- Paul Fagius (1504-1549), hébraïsant
- Jean Léonard III Froereisen (1694-1761), scholarque et chef de l'Église de Strasbourg
- Charles Théodore Gérold (1837-1928), enseignant
- Jean Gonthier d'Andernach (de) (1505-1574), professeur de médecine
- Caspar Hedio (1494-1552), réformateur religieux et historien
- Jean Marbach (1521-1581), chef de l'Église de Strasbourg
- Jacques Matter (1791-1864), professeur d'histoire ecclésiastique et directeur du Gymnase
- Jérémie-Jacques Oberlin (1735-1806), philologue, archéologue et directeur du Gymnase
- Jean Pappus (1549-1610), successeur de Marbach à la tête de l'Église de Strasbourg
- François Henri Redslob (1770-1834), professeur de théologie
- Édouard Reuss (1804-1891), théologien, bibliste et directeur du Gymnase
- Rodolphe Reuss (1841-1924), historien et bibliothécaire
- Charles Schmidt (1812-1895), théologien, historien et directeur du Gymnase
- Jean Sturm (1507-1589), érudit, pédagogue et recteur du Gymnase
- Pierre Martyr Vermigli (1499-1562), professeur de théologie

## Anciens élèves célèbres
- Christian Bartholmèss (1815-1856), théologien
- Jean Laurent Blessig
- Jean-Jérémie Brackenhoffer (1723-1789), professeur de mathématiques et doyen du chapitre de Saint-Thomas
- Oscar Cullmann (1902-1999), théologien
- Johann Conrad Dannhauer (1603-1666), théologien et philologue
- Frédéric Guillaume Edel (1787-1866), pasteur et érudit
- Jean-Frédéric Edelmann (1749-1794), claveciniste et compositeur
- Mathias Engel (1755-1811), pasteur et révolutionnaire
- Philippe-Frédéric de Dietrich (1748-1793), savant et maire de Strasbourg
- Johann Fischart (1546-1591), écrivain
- Théodore Gérold (1866-1956), musicologue et enseignant à l'université de Strasbourg
- François-Henri Haerter (1797-1874), pasteur et fondateur des Diaconesses de Strasbourg
- Michel Hoeffel (1935-2017), pasteur, président du Directoire de l'Église de la Confession d'Augsbourg d'Alsace et de Lorraine
- Jean-Baptiste Kléber (1753-1800), général français, mort au Caire
- Robert Hoepffner (1882-1972), président de l'Église de la Confession d'Augsbourg d'Alsace et de Lorraine
- Christophe-Guillaume Koch (1737-1813), juriste et homme politique
- Édouard Kratz (1803-1885), homme politique
- Max von Laue (1879-1960), physicien (prix Nobel de physique 1914)
- Frédéric Lichtenberger (1832-1899), théologien à l'origine de la création de la Faculté de théologie protestante de Paris
- Paul Lobstein (1850-1922), théologien français, professeur et doyen de la Faculté de théologie protestante de Strasbourg
- Georg Hans Madelung (1889-1972), ingénieur en aéronautique
- Paul-Henri Mathieu (1982-), joueur de tennis
- Victor Ernst Nessler (1841-1890), compositeur
- Jean-Frédéric Oberlin (1740-1826), pasteur et pédagogue
- Jérémie-Jacques Oberlin
- Heinrich Jacob von Recklinghausen (de) (1867-1942), médecin allemand
- Rodolphe Reuss
- Jean-Jacques Sachs (1686-1762), professeur de médecine
- Charles Schmidt
- Théophile Schuler (1821-1878), artiste peintre, dessinateur et lithographe
- Édouard Schuré (1841-1929) , écrivain et philosophe
- Ehrenfried Stoeber (1779-1835), avocat, poète et créateur du théâtre alsacien
- Jean Georges Stuber (1722-1797), pasteur et pédagogue
- Charles Weiss (1812-1864), historien
- Joseph Willm (1790-1853), pédagogue, philosophe et traducteur
- Charles Adolphe Wurtz (1817-1884), chimiste
- Nathanaël Weiss (1845-1928), pasteur et historien
- Charles Munch (1891-1968), chef d'orchestre
- François Seners, haut-fonctionnaire nommé au Conseil constitutionnel par le Président du Sénat Gérard Larcher, le 8 mars 2022.
- Géraldine Muhlmann (1972-), philosophe, politologue, journaliste et animatrice de l'émission Avec philosophie sur France Culture.